# 埃米莉·乔克
埃米莉·乔克（英語：Emily Chalker，1992年7月28日—），旧姓史密斯（Smith），澳大利亚曲棍球运动员。她曾代表澳大利亚参加2014年和2018年英联邦运动会曲棍球比赛，获得一枚金牌和一枚银牌。